# Пансалгода (Грама Ніладхарі)
Грама Ніладхарі Пансалгода (№ PP/7) — Грама Ніладхарі підрозділу ОС Лахугала, округ Ампара, Східна провінція, Шрі-Ланка.

## Демографія
| Населення (2007) | Населення (2007) | Населення (2007) | Населення (2007) | Населення (2007) |
| Населення        | Чоловіки         | Жінки            | Діти             | Дорослі          |
| ---------------- | ---------------- | ---------------- | ---------------- | ---------------- |
| 348              | 173              | 175              | 131              | 217              |